# تولبينغ
تولبينغ (بالألمانية: Tulbing) هي بلدية في منطقة تولن في ولاية النمسا السفلى.